# Didier Lestrade
Pour les articles homonymes, voir Lestrade.
Didier Lestrade, né le 22 février 1958 à Burdeau (Algérie française), est un journaliste et écrivain français. Figure du militantisme homosexuel français, il s'est également engagé dans la lutte contre le sida. Il a notamment joué un rôle clé au sein de l'association Act Up-Paris, dont il est cofondateur avec Pascal Loubet et Luc Coulavin.

## Biographie
Didier Lestrade est de fils de fermiers installés à Burdeau (devenue Mahdia), en Algérie française, depuis plusieurs générations. La famille Lestrade est rapatriée en 1962 ; ses parents divorcent. Après une enfance entre Offenbourg (Allemagne) et Saint-Étienne-de-Fougères dans le sud-ouest de la France, Didier Lestrade quitte le Lot-et-Garonne en 1977 à la suite de deux échecs successifs au baccalauréat.

### Carrière journalistique
Découvrant son homosexualité très tôt, il collabore dès son arrivée à Paris au journal underground Gaie Presse créé par Misti Gris [Michel Bigot] et Audrey Coz (publication antérieure à la création de Le Gai Pied), qui ne produira que quatre numéros (1978-1979).
À 22 ans, frustré par l’arrêt de Gaie Presse à la suite de son interdiction à l'affichage et à la vente aux mineurs (1978), il décide de créer sa propre revue, Magazine, avec Misti qui deviendra par la suite directeur artistique du Gai Pied. La revue cesse de paraître en 1987 après huit numéros et plus de 90 interviews. L'influence de Magazine est souvent mentionnée dans l'essor des nouveaux fanzines gays tels que Butt, qui a d'ailleurs publié une interview de Didier Lestrade en janvier 2011. En 2010, la galerie 12 Mail a consacré une exposition sur l'impact de la revue sur la photographie masculine et l'art érotique des années 1980. Le site Web de The New York Times a aussi annoncé l'exposition, ainsi que Vice et Vogue.
En 1986, à l’âge de 28 ans, Didier Lestrade apprend qu’il est séropositif. Sa carrière de journaliste indépendant prend parallèlement son essor à travers des collaborations régulières à Le Gai Pied, Rolling Stone et Libération où il participe au développement de la musique électronique, particulièrement la house. Il écrit aussi de nombreux articles sur le sida.
Il publie une chronique mensuelle dans le Journal du Sida, édité par l'association Arcat, de 1994 à 2009, date à partir de laquelle cette chronique devient trimestrielle.
En 1995, alors âgé de 37 ans, il crée le magazine gay et lesbien Têtu, avec l’aide de Pascal Loubet. Financé par Pierre Bergé, de la Fondation Yves Saint Laurent, le magazine est la principale publication LGBT française. Cette collaboration se termine en juillet 2008.
De 2009 à 2014, il est rédacteur en chef du site Minorités.org fondé avec ses amis Laurent Chambon, Peggy Pierrot et Mehmet Koksal. Ce think-tank indépendant et auto-produit publiera pendant plusieurs années quelque 500 textes provenant de collaborations diverses, intersectionnelles avant l’heure.
Didier Lestrade quitte Paris en 2002 et il vit actuellement en Mayenne. Il figure dans l'édition 2006-2007 du Who's Who in France.
À la suite de la publication dans Têtu d'une interview avec Olivier Dussopt pendant le mouvement social de 2023, il arrête ses chroniques et sa collaboration avec le magazine.

### Parcours militant
En 1989, il se consacre presque entièrement à la lutte contre le sida en créant la branche parisienne d’Act Up, avec ses amis Pascal Loubet et Luc Coulavin. Il assure la présidence de l’association pendant les trois premières années. En 1992, il joue un rôle important dans la création du groupe interassociatif TRT-5, qui rassemble les principales associations de lutte contre le sida françaises. Didier Lestrade a été l’un des coordinateurs du groupe pendant plusieurs années. À partir de 2000, il se concentre sur les questions liées à la prévention du sida et devient la voix majeure contre le phénomène du barebacking (la pratique de rapports sexuels non protégés) en France. Ce point l'amène à s'opposer publiquement à l'écrivain Guillaume Dustan. Cet affrontement est une source d'inspiration pour le roman de Tristan Garcia, La Meilleure Part des hommes, publié en 2008, et récompensé par le prix de Flore (ce livre a été publié sans l'accord de Didier Lestrade). Treize ans plus tard, dans son essai L'architecture du possible (PUF, 2012), Tristan Garcia revient sur ce livre en déclarant : « le chaînon manquant de l'activisme français, c'est lui » (page 112).
Jardinier depuis sa jeunesse, il déclare dans Pioche! :

« Je suis jardinier depuis mon adolescence et cette passion a traversé ma vie, me donnant du réconfort pendant les années difficiles. C’est la base de mon équilibre et la raison pour laquelle j’ai quitté Paris, il y a presque vingt ans. »

### Carrière d'écrivain
En 2000, Didier Lestrade publie son premier livre, Act Up, une histoire (Denoël), qui relate les onze premières années de l’association. Son second livre, Kinsey 6, journal des années 80 (Denoël, 2002) est un journal intime écrit pendant les années durant lesquelles est publié Magazine. Ce journal recouvre la période de janvier 1981 à septembre 1986, début de l'épidémie de sida en France. Publié en 2002, le journal comporte une préface dans laquelle l’auteur raconte son enfance et son adolescence provinciales et d’une post-face. Il comprend également un index des personnalités mentionnées. Cet ouvrage est important pour la compréhension de la période. Durant ces années 1980, l'auteur est alors au cœur du milieu homosexuel underground de l’époque et fréquente des célébrités : des pages de son journal sont notamment consacrées à sa relation avec Jimmy Somerville. L’ouvrage relate ses rencontres multiples et évoque la vie et les lieux mythiques de ce milieu (Le Palace, Le Pim's…). Au fil des pages, l’auteur se découvre : énergie artistique et professionnelle, affirmation homosexuelle. Le mot SIDA n’apparaît encore qu’en filigrane, les pages sont l’instantané des derniers moments d’insouciance, l’instant d’avant l’épidémie.
Dans The End (Denoël, 2004), il poursuit sa posture résolument critique face à l’échec de la prévention en milieu gay et sur le phénomène du bareback en France.
Il fait le constat de l’augmentation importante du nombre de personnes homosexuelles séropositives et aborde les différentes composantes de la problématique : place de l’épidémie dans l’histoire (« Je pense que peu d’hétérosexuels ont compris la profondeur du drame du sida »), aspects épidémiologiques et questions de santé publique, liberté sexuelle, place de la communauté (« Mais nous n’avons pas réussi à régler le problème central du respect entre les homosexuels. Et c’est là, pour moi, notre principal échec »), représentation des malades et des personnes homosexuelles. L’épidémie est analysée en regard d'un ensemble large de composantes.
Son quatrième livre, Cheikh, journal de campagne (Flammarion, 2007) est un récit personnel et polémique sur sa nouvelle vie à la campagne, à l'écart de la communauté gay parisienne. En 2010, un recueil de ses chroniques parues dans le journal Libération est édité par l'éditeur Singulier sous le titre Chroniques du dance floor, Libération 1988-1999.
En 2012, il publie deux livres : Sida 2.0. 1981 - 2011, 30 ans de regards croisés (Fleuve Éditions) en collaboration avec le professeur Gilles Pialoux, qui retrace les trente premières années de l'épidémie du sida et Pourquoi les gays sont passés à droite (Le Seuil) sur la droitisation des gays et leur égoïsme politique.
Autobiographie du désir et du plaisir, son livre I love Porn (Editions du Détour, 2021 ) analyse la production érotique gay depuis les années 70 et son influence sur la culture sexuelle, y compris hétérosexuelle.
En 2022, le journaliste préface Le Grand Traité du Jardin Punk, ouvrage du jardinier paysagiste « punk » autoproclamé et pépiniériste Éric Lenoir, créateur du « jardin punk » Le Flérial en Bourgogne. En 2024, il préface également l'ouvrage photographique Prospect Cottage, La Maison de Derek Jarman  ( Thames & Hudson France).
En 2025, il publie Mémoires 1958 - 2024 (Stock) qu’il annonce comme son dernier livre.

## Œuvres

### Essais, reportages, récits autobiographiques
- Act Up, une histoire, Paris, Denoël, 2000, 446 p. (ISBN 2-207-24883-6), qualifié par Les Inrocks de texte LGBT culte[15].
- Kinsey 6, journal des années 80, Paris, Denoël, 2002 (ISBN 978-2-207-25219-2).
- The End, Paris, Denoël, 2004, 384 p. (ISBN 2-207-25424-0).Dans cet essai au ton très polémique, l'auteur analyse l'échec des politiques de prévention VIH en France, ainsi que le phénomène du barebacking[16].
- Cheikh. Journal de campagne, Paris, Flammarion, 2007, 345 p. (ISBN 978-2-08-068964-1)[17].
- Chroniques du dance floor. Libération 1988-1999, Paris, L'Éditeur singulier, 2010, 210 p. (ISBN 978-2-9533467-1-8).
- avec Gilles Pialoux, Sida 2.0 : Regards croisés sur 30 ans d'une épidémie, Paris, Fleuve Noir, 2012, 461 p. (ISBN 978-2-265-09452-9)
- Pourquoi les gays sont passés à droite, Paris, Le Seuil, 2012, 141 p. (ISBN 978-2-02-105037-0)[18].
- Minorités : l'essentiel, Paris, Des ailes sur un tracteur, 2014, 266 p. (ISBN 978-1-291-78027-7).
- Le Journal du Sida : Chroniques 1994 / 2013, Paris, Books on Demand, 2014, 340 p. (ISBN 978-2-322-03912-8).
- I Love Porn, Bordeaux, Éditions du Détour, 2021  (ISBN 979-10-97079-84-0)
- Act Up, une histoire, Collection : La Découverte Poche / Essais, 536 pages, éditions La Découverte, 2022  (ISBN 978-2-34807-587-2)
- Mémoires 1958-2024, Paris, Stock, 2025, 484 p.  (ISBN 978-2-23409-483-3)[14]

### Entretien
- « Les vérités sans concession de Didier Lestrade », entretien avec Julien Théry dans On s'autorise à penser, émission du Média, 20 juillet 2025